# Kairiru Island
Kairiru Island, in der deutschen Kolonialzeit zumeist D'Urvilleinsel genannt, ist eine Insel, die zur East Sepik Province von Papua-Neuguinea gehört. Die Insel liegt etwas nördlich von Muschu Island. Die weniger als einen Kilometer breite Kairiru Strait (deutsch: Kairuru-Straße) trennt die beiden Inseln. Von der Küste Neuguineas liegt die Insel ca. zehn Kilometer entfernt, nördlich der Stadt Wewak. Die Insel ist an der längsten Stelle etwa fünfzehn Kilometer lang, etwas weniger als sechs Kilometer breit und überwiegend von Flachland mit andesitischen Erhebungen und Korallenkalken geprägt.

## Geschichte
Ende des 19. Jahrhunderts war die Insel Teil der Deutschen Schutzgebiete in der Südsee.
Während des Ersten Weltkriegs wurde das Gebiet 1914 von Australien übernommen und war Teil des australischen Verwaltungsmandats für den gesamten Bismarck-Archipel durch den Völkerbund und nach dessen Auflösung durch die Vereinten Nationen.
Im Zweiten Weltkrieg wurde die Insel ab Dezember 1942 von Japan besetzt. Die Kaiserlich Japanische Marine besetzte die Südküste der Insel zwischen der Saint John’s Mission (Barakam, Bagaram) und Yavik (Yauik, Yarin) und errichtete dort eine Basis für Wasserflugzeuge und einen Ankerplatz. Das Gebiet wurde durch eine mobile Radarstation und Marineartillerie gesichert. Der Stützpunkt war von Anfang April 1943 bis Ende August 1944 Ziel alliierter Luftangriffe, wobei das japanische Frachtschiff Taisei Maru am 27. September 1943 in der Victoria Bay im Westen der Insel versenkt wurde.
Im März 1943 evakuierte der japanische Zerstörer Akikaze Zivilpersonen, darunter eine größere Anzahl deutscher Missionare unter Josef Lörks, Bischof und Apostolischer Vikar von Zentral-Neuguinea, von Kairiru Island. Die Zivilisten wurden später an Bord des Schiffes von der Besatzung ermordet und die Leichen ins Meer geworfen.
Zwischen September 1943 und April 1945 war das Personal der japanischen Marine auf der Insel Kairiru für die Inhaftierung, Vernehmung, Folter und Hinrichtung von mindestens acht alliierten Kriegsgefangenen verantwortlich, darunter sechs Amerikaner und zwei Australier.
Am 10. September 1945 übergab Konteradmiral Sato an Bord der australischen Motorbarkasse ML 805 in der Kairuru-Straße sein Schwert an den Generalmajor der australischen Armee Robertson, Kommandeur der 6. Division, als Zeichen der Kapitulation der verbleibenden Streitkräfte der japanischen Marine unter seinem Kommando auf den Inseln Muschu und Kairuru.

### Nachkriegszeit
Die erste Rückführung der Japaner aus Kairiru erfolgte am 26. Dezember 1945, als die Koei Maru mehrere hundert Japaner von Kairiru zurück nach Japan brachte.
1949 fiel das Gebiet wieder an das australische Verwaltungsmandat, bis Papua-Neuguinea 1975 unabhängig wurde.